# Dorfkirche Kaltenlengsfeld

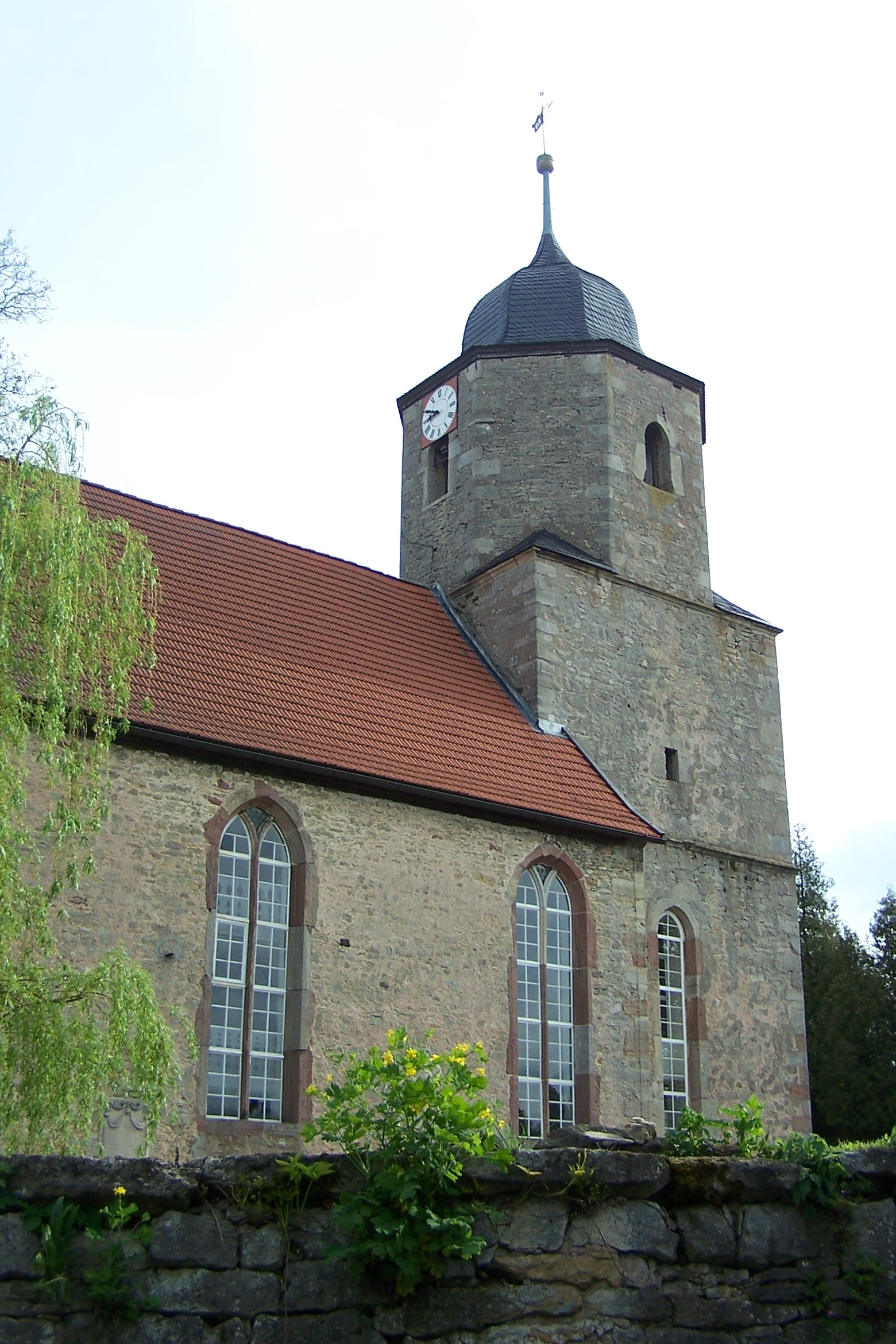
Dorfkirche Kaltenlengsfeld

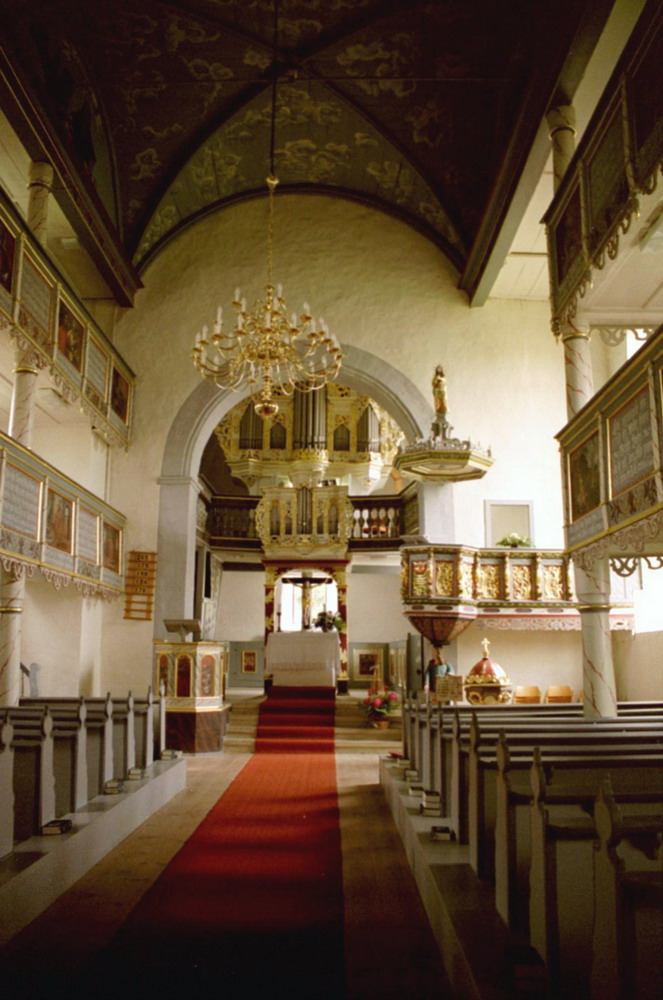
Innenansicht

Die evangelische Dorfkirche Kaltenlengsfeld (auch: Zur Ruhe Gottes) ist eine barocke Chorturmkirche mit älteren Bestandteilen im Ortsteil Kaltenlengsfeld von Kaltennordheim im Landkreis Schmalkalden-Meiningen in Thüringen. Sie gehört zum Pfarrbereich Friedelshausen-Oepfershausen im Kirchenkreis Meiningen der Evangelischen Kirche in Mitteldeutschland.

## Geschichte und Baubeschreibung
Das Turmuntergeschoss der Kirche stammt aus der Zeit um 1500, das Obergeschoss mit Welscher Haube wurde am Anfang des 17. Jahrhunderts erbaut. Das Bauwerk wurde 1993 restauriert.
Der Innenraum ist in einer beeindruckenden Geschlossenheit erhalten. Das Langhaus ist mit einem hölzernen Kreuzrippengewölbe abgeschlossen, dessen Schildbögen mit Darstellungen der Beweinung, der Auferstehung Christi und der Evangelisten und dessen Kappen mit Darstellungen der Geburt Christi und der Dreieinigkeit bemalt sind. An den doppelten Emporen ist ein umfangreicher Zyklus mit Darstellungen aus dem Alten Testament, Brustbildern der Apostel, Stephanus und Christus sowie mit Texten und der Jahreszahl 1721 dargestellt. Im Chorturm mit Kreuzrippengewölbe ist die Orgelempore und eine rustikal bemalte dreiseitige Loge eingebaut. An der Emporensäule über dem Altar findet sich eine Darstellung des Gekreuzigten, gerahmt durch eine Säulenarchitektur vermutlich aus dem 18. Jahrhundert.
Eine bemalte Lesekanzel gehört ebenfalls zur Ausstattung wie die zur Wand hin verlängerte Kanzel mit Wappen und Rankenwerk, die von einer lebensgroßen Holzfigur Johannes des Evangelisten getragen wird und mit der Signatur Andreas Kümpel und der Jahreszahl 1730 versehen ist. Auf dem Schalldeckel ist Christus als Salvator mundi dargestellt. Der Taufstein stammt aus der Zeit um 1730, eine Erntedanktafel von 1817.

## Orgel
Die Orgel ist ein Werk von Johann Caspar Rommel aus dem Jahr 1755 mit 22 Registern auf zwei Manualen und Pedal. Der Originalzustand des Orgelwerks ist in großen Teilen noch vorhanden und wurde bei der Restaurierung wieder auf den vermutlichen Urzustand zurückgeführt oder rekonstruiert (Referenzinstrumente Rommels finden sich beispielsweise in Wohlmuthausen, Herpf und Geba). Eine Besonderheit dieses Instrumentes ist, dass sich die Orgelanlage in einem Turmraum und auf einer Empore oberhalb des Hauptaltars befindet, wobei das Rückpositiv mit dem zugehörigen Manual in die wesentlich ältere Emporenbrüstung eingebaut ist. Sechs Jahre lang wurde die Orgel durch die Firma Orgelbau Waltershausen für insgesamt 145.000 Euro saniert und am 7. Mai 2006 wieder eingeweiht. Die Restaurierung wurde durch die Deutsche Stiftung Denkmalschutz gefördert.
Die Disposition lautet:
| I Hauptwerk C–c3 |        |           |
| Quintathön       | 16′    |           |
| Principal        | 8′     | 2006      |
| Grobgedakt       | 8′     |           |
| Viola di Gamba   | 8′     | 2006      |
| Spitzfloit       | 4′     |           |
| Quinta           | 3′     |           |
| Octave           | 2′     |           |
| Sesquialter      | 1 3⁄5′ |           |
| Mixtur IV        |        | 1758/2006 |
| Trompete         | 8′     | 2006      |

| II Rückpositiv C–c3 |       |      |
| Floit Travers       | 8′    |      |
| Quintathön          | 8′    | 2006 |
| Principal           | 4′    | 2006 |
| Nachthorn           | 4′    |      |
| Kleingedackt        | 4′    |      |
| Flachenet           | 2′    |      |
| Quinta              | 1 ⁄2′ |      |
| Mixtur III          |       |      |

| Pedal C–c1    |     |      |
| Violon Baß    | 16′ |      |
| Sub Baß       | 16′ |      |
| Principal Baß | 8′  |      |
| Posaun Baß    | 16′ | 2006 |

Koppeln:.
- Nebenregister und Spielhilfen: Tremulant, Calcant.
- Koppeln:  Hauptwerk – Rückpositiv, Pedal – Hauptwerk